# 96e division d'infanterie (Allemagne)
Pour les articles homonymes, voir 96e division d'infanterie.
La  96e division d'infanterie  (en allemand : 96. Infanterie-Division ou 96. ID) est une des divisions d'infanterie de la Wehrmacht durant la Seconde Guerre mondiale.

## Création
La 96. Infanterie-Division est formée le 25 septembre 1939 à Bergen près de Celle en tant qu'élément de la 5. Welle (5e vague de mobilisation).

## Organisation

### Commandants
| Date                                 | Grade                  | Commandant                      |
| ------------------------------------ | ---------------------- | ------------------------------- |
| 29 septembre 1939 - 1er août 1940    | General der Infanterie | Erwin Vierow                    |
| 1er août 1940 - 10 avril 1942        | Generalleutnant        | Wolf Schede                     |
| 10 avril 1942 - 6 octobre 1942       | Generalleutnant        | Joachim Freiherr von Schleinitz |
| 10 octobre 1942 - ?? mars 1943       | Generalleutnant        | Fredinand Nöldechen             |
| ?? mars 1943                         | Oberst                 | Rudolf Noack                    |
| ?? mars 1943 - 1er mai 1943          | Generalleutnant        | Fredinand Nöldechen             |
| 1er mai 1943 - 31 mai 1943           | Oberst                 | Gottfried Weber                 |
| 31 mai 1943 - 28 juillet 1943        | Generalleutnant        | Fredinand Nöldechen             |
| 28 juillet 1943 - ?? décembre 1943   | Generalleutnant        | Richard Wirtz                   |
| ?? décembre 1943 - ?? janvier 1944   | Generalmajor           | Johann-Albrecht von Blücher     |
| ?? janvier 1944 - 3 mars 1944        | Generalleutnant        | Richard Wirtz                   |
| 3 mars 1944 - 10 avril 1944          | Oberst                 | Adolf Fischer                   |
| 10 avril 1944 - 7 septembre 1944     | Generalleutnant        | Richard Wirtz                   |
| 7 septembre 1944 - 11 septembre 1944 | Generalleutnant        | Werner Dürking                  |
| 12 septembre 1944 - 2 octobre 1944   | Oberst                 | Koboldt                         |
| 3 octobre 1944 - 10 novembre 1944    | Generalleutnant        | Richard Wirtz                   |
| 1er décembre 1944 - 8 mai 1945       | Generalmajor           | Hermann Harrendorf              |

### Officiers d'opérations (Generalstabsoffiziere (Ia))
| Date                                | Grade          | Commandant                      |
| ----------------------------------- | -------------- | ------------------------------- |
| 29 septembre 1939 - 10 juillet 1940 | Major          | Hans-Joachim Schipp von Branitz |
| ? février 1941 - 8 août 1943        | Major          | Deegener                        |
| 8 août 1943 - 30 décembre 1944      | Oberstleutnant | Heck                            |
| 30 décembre 1944 - ? 1945           | Major          | Burchhardt                      |

## Théâtre d'opérations
- Allemagne : Septembre 1939 - Mai 1940
- France : Mai 1940 - Juin 1941; Bataille de France
- Front de l'Est, secteur Nord : Juin 1941 - Janvier 1944; Siège de Léningrad
- Front de l'Est, secteur Sud : Janvier 1944 - Décembre 1944
- Slovaquie, Hongrie et Autriche : Décembre 1944 - Mai 1945

## Ordre de bataille
1939
- Infanterie-Regiment 283
- Infanterie-Regiment 284
- Infanterie-Regiment 287
- Artillerie-Regiment 196
- Pionier-Bataillon 196
- Panzerabwehr-Abteilung 196
- Infanterie-Divisions-Nachrichten-Abteilung 196
- Infanterie-Divisions-Nachschubtruppen 196

1944
- Grenadier-Regiment 283
- Grenadier-Regiment 284
- Grenadier-Regiment 287
- Feldersatz-Bataillon 196
- Füsilier-Bataillon 96
- Artillerie-Regiment 196
- Pionier-Bataillon 196
- Panzerjäger-Abteilung 196
- Infanterie-Divisions-Nachrichten-Abteilung 196
- Infanterie-Divisions-Nachschubtruppen 196